# Conservatoire Arthur Grumiaux
Le Conservatoire de musique Arthur Grumiaux ou anciennement Conservatoire royal de musique de Charleroi est situé dans le quartier de la Ville-Haute dans la rue Adolphe Biarent à Charleroi.

## Histoire
Dans la première moitié du XIXe siècle , une première école de musique privée est fondée par Édouard Brandès, musicien clarinettiste d'origine allemande. Après la disparition de cette première école en 1856, la Ville de Charleroi, par l'entremise de son échevin (puis bourgmestre) Jules Isaac, décide en 1870 de créer une nouvelle École de musique de Charleroi officiellement ouverte le 29 juillet 1873,. Cette école communale est alors établie à l'hôtel de ville de Charleroi situé rue du Collège, Ville-Basse. Elle change ensuite d'appellation pour devenir l'Académie de musique de Charleroi en 1894.  À la suite de l'arrivée de Fernand Quinet au poste de directeur en 1925, l'académie devient le Conservatoire royal de musique de Charleroi. En 1996, il devient le Conservatoire de musique Arthur Grumiaux du nom du célèbre violoniste belge Arthur Grumiaux.
En février 1933, un nouveau conservatoire, de style néo-classique français, est inauguré par la ville de Charleroi à l'angle de la rue du Laboratoire et du boulevard Defontaine, réalisation d'Oscar Quinaut, architecte de la ville de Charleroi,. En 1944, un incendie provoqué par une bombe endommage la toiture de cet édifice.
Le conservatoire actuel a, quant à lui, été construit en 1964 par l'architecte Joseph André pour la Ville de Charleroi en remplacement du conservatoire édifié en 1933 qui est cédé à l'Athénée Royal Vauban. Ce bâtiment représente l'une des dernières œuvres réalisées par l'architecte Joseph André.

## Études musicales et organisation actuelle
Le Conservatoire de musique Arthur Grumiaux est un établissement d'enseignement artistique subventionné par la Fédération Wallonie-Bruxelles.
Il compte environ 1000 étudiants et 80 professeurs. Il est la seule école de musique de Wallonie à donner accès des humanités artistiques. Les études musicales donnent ainsi droit à un certificat d'études reconnu par la Communauté française. En-dessous de douze ans, l'enseignement est gratuit.
Une collaboration a été mise en place avec l'Institut Saint-André et avec l'Athénée Royal Vauban. À partir de la troisième humanité, les élèves de ces établissements scolaires peuvent alterner apprentissage musical et cours traditionnels.
Le Conservatoire est également actif à l'extérieur de ses murs pour donner le goût à la musique aux étudiants à l'École communale du Roton, à l'Athénée Royal Vauban et au Collège du Sacré-Cœur de Charleroi .
Les cours suivants sont proposés: basson, chant, chant d'ensemble, clarinette, contrebasse, écriture et analyse, ensemble instrumental, flûte traversière, formation musicale, guitare, harpe, hautbois, histoire de la musique, musique de chambre instrumentale, musique de chambre vocale, percussions, piano, pratique des rythmes du monde, saxophone, trombone, trompette, tuba, violon et violoncelle.

## Architecture

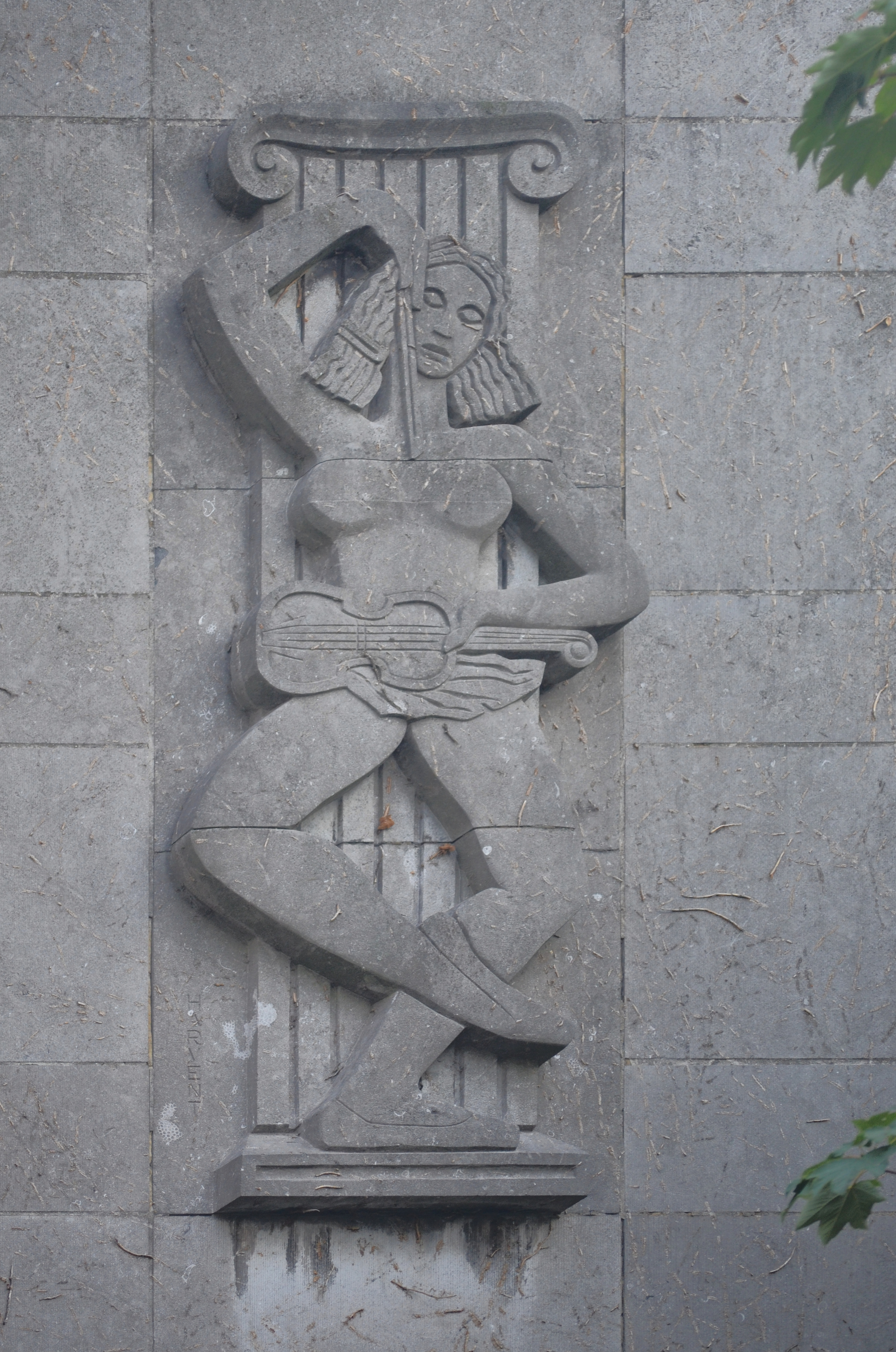
Bas-relief de René Harvent.

Le bâtiment actuel, de style moderniste, est construit sur un terrain résiduel, ce qui définit sa relation avec la visibilité depuis l'espace public et le caractère du programme architectural.
Le conservatoire se compose de deux volumes qui, grâce à une structure en béton armé, ont pu développer une logique fonctionnelle. Le volume avec la façade principale est sur deux niveaux, tandis que le volume avec les salles de classe, disposé selon l'axe ouest-est, est de cinq niveaux et contient les salles de classe.
Comme pour la plupart des bâtiments publics réalisés par Joseph André, on retrouve également dans cette réalisation la recherche de la décoration grâce à l'utilisation de matériaux précieux, la recherche du détail et l'intégration avec des œuvres sculpturales. Le hall d'entrée est rehaussée de marbre et d'une œuvre de Charles De Rouck. La façade est décorée d'un bas-relief de René Harvent.

## Personnalités liées au Conservatoire

### Directeurs
- 1895-1924 : Hector Schmidt ;
- 1924-1938 : Fernand Quinet ;
- 1938-1943 : Herman Henry ;
- 1943-1944 : Léon Jean Simar ;
- 1944-1947 : Herman Henry ;
- 1947-1963 : Sylvain Vouillemin ;
- 1988 - 2018 : Christian Delcoux ;
- 2018 - : Davide Ometto.

### Élèves
- Mélanie De Biasio ;
- Nicolas Daneau ;
- Jeanne Fromont ;
- Arthur Grumiaux (diplôme en violon et piano du Conservatoire de Charleroi à 11 ans) ;
- Fanny Jandrain ;
- Fernand Quinet.

### Professeurs et collaborateurs
- Georges Béthume ;
- Hector Schmidt ;
- Adolphe Biarent ;
- Oscar Delvigne ;
- Arthur Grumiaux ;
- Joseph Quinet ;
- Fernand Quinet ;
- André Souris.